# Battaglia del lago Poyang
La battaglia del lago Poyang fu un conflitto navale che si svolse tra il 30 agosto ed il 4 ottobre 1363 tra le forze del fondatore della dinastia Ming Zhu Yuanzhang e quelle del generale ribelle Chen Youliang, fondatore dello stato di Chen Han. La battaglia si inserisce nel conflitto noto come Rivolta dei Turbanti Rossi che portò alla fine della Dinastia Yuan.

## Scenario storico

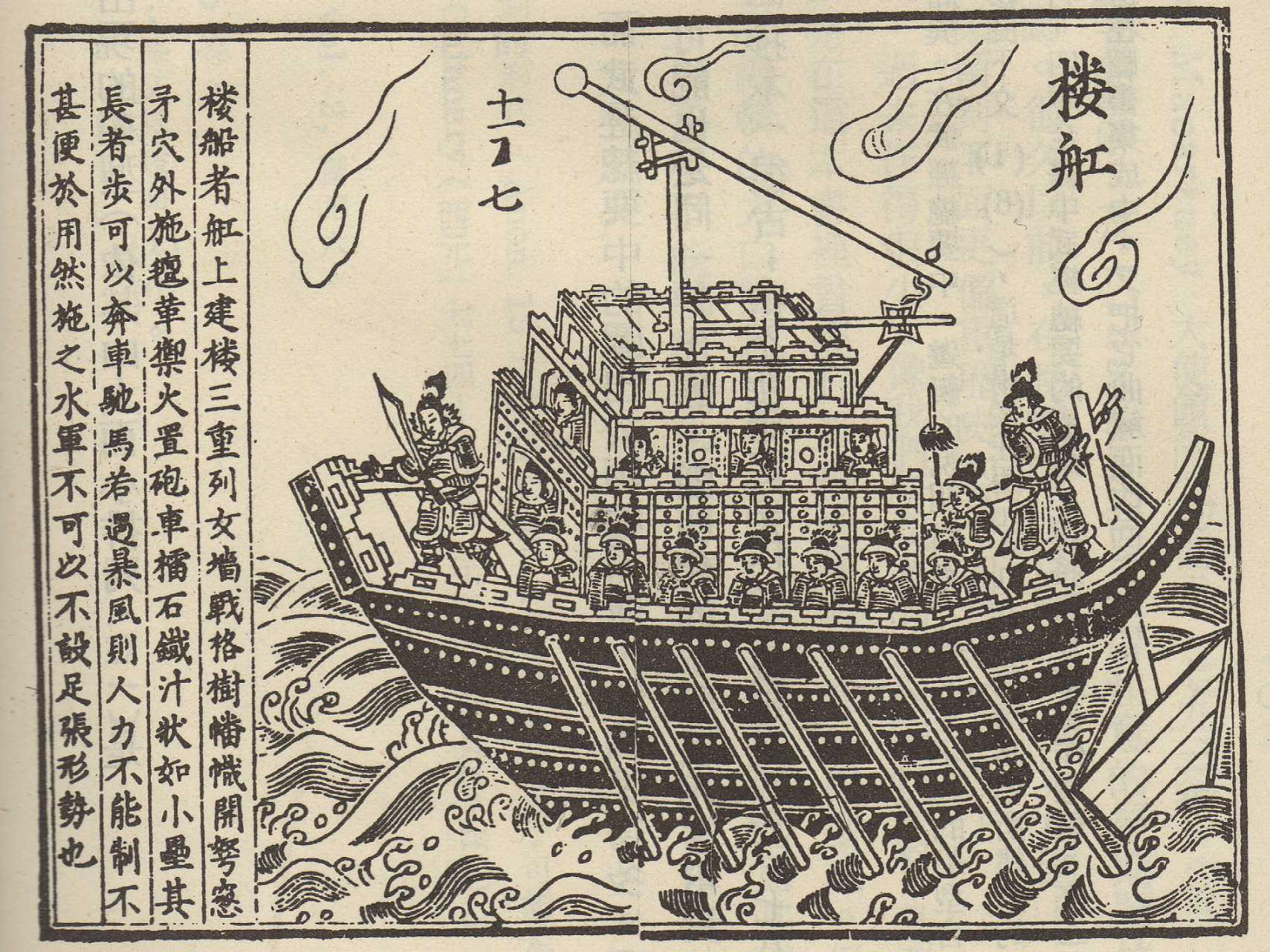
Disegno di una louchuan dotata di trabucco, da un'illustrazione del trattato militare Wujing Zongyao

Già a partire dalla metà del XIV secolo la dinastia Yuan, instaurata dal clan mongolo Borjigin, era ormai prossima al tracollo. Considerata da sempre come una dinastia imposta con la forza da invasori stranieri e quindi illegittima, diversi gruppi di bande contadine ribelli si organizzarono per cancellarne definitivamente la presenza sul suolo cinese.
In particolare due di queste forze armate ribelli crebbero a sufficienza per sperare di prendere il controllo della Cina e fondare una nuova dinastia, diventando per questo motivo rivali: l'esercito del generale ribelle Chen Youliang, fondatore dello stato di Chen Han, e quello del generale Zhu Yuanzhang, futuro fondatore della Dinastia Ming. Con lo sgretolarsi sempre più precipitoso del dominio della dinastia Yuan, lo scontro tra i due schieramenti era inevitabile; per decidere quale di essi dovesse ottenere la supremazia, i due generali decisero come teatro di battaglia il lago Poyang, sul quale si affaccia la città di Nanchang, divenuta la capitale del territorio controllato da Zhu Yuanzhang. La città era un nodo strategico vitale per il controllo della regione dello Jiangxi.

## La battaglia
La mattina del 20 agosto 1363 la flotta Chen Han, dopo aver risalito il Fiume Azzurro, giunse sulle sponde del lago Poyang per assediare le mura della città, facendo uso delle maestose navi da assedio o navi torre (in lingua cinese Louchuan). Queste navi erano delle vere e proprie fortezze galleggianti, vascelli a tre ponti davvero imponenti, dotate di una poppa molto alta, torri di ferro e trabucchi, molto capaci come navi da trasporto e alimentate sia a remi che a vela. A causa della loro stazza e della loro altezza, questo tipo di imbarcazioni erano particolarmente efficaci come strumenti di assedio ma anche difficili da manovrare ed estremamente lente.